# Triple (bàsquet)
Un triple s'anota quan un jugador de bàsquet aconsegueix anotar una cistella des d'una distància de més enllà de 6,75 m (bàsquet FIBA) o de 7,24 m (NBA). Aquest tipus d'acció val 3 punts per l'equip.